# Panama-csatorna-övezet
A Panama-csatorna-övezet az Amerikai Egyesült Államok egykori külbirtoka, amit Panama területéből választottak le, de visszakapta. A Panama-csatornát magában foglaló, az Atlanti- és Csendes-óceánt összekötő Panamát egykor kettévágó enklávé amerikai visszavételére 2024-ben az újra elnökké választott, de az elnöki tisztségbe még nem iktatott Donald Trump bejelentette az igényt (Project 2025).

## Nevezetes személyek
Az övezetben létezett Coco Solo tengeralatjáró bázison született John McCain, korábbi elnökjelölt, arizonai szenátor.

## A csatorna övezet kormányzói

### Katonai kormányzók (1904-1914)
| # | Név                          | Hivatali idő kezdete | Hivatali idő vége |
| 1 | George Whitefield Davis      | 1904                 | 1905              |
| 2 | Charles Edward Magoon        | 1905                 | 1906              |
| 3 | Richard Reid Rogers          | 1906                 | 1907              |
| 4 | Joseph Clay Stiles Blackburn | 1907                 | 1909              |
| 5 | Maurice Hudson Thatcher      | 1910                 | 1913              |
| 6 | Richard Lee Metcalfe         | 1913                 | 1914              |

### Polgári kormányzók (1914-1979)
| #  | Név                        | Hivatali idő kezdete | Hivatali idő vége |
| 1  | George Washington Goethals | 1914                 | 1917              |
| 2  | Chester Harding            | 1917                 | 1921              |
| 3  | Jay Johnson Morrow         | 1921                 | 1924              |
| 4  | Meriwether Lewis Walker    | 1924                 | 1928              |
| 5  | Harry Burgess              | 1928                 | 1932              |
| 6  | Julian Larcombe Schley     | 1932                 | 1936              |
| 7  | Clarence S. Ridley         | 1936                 | 1940              |
| 8  | Glen Edgar Edgerton        | 1940                 | 1944              |
| 9  | Joseph Cowles Mehaffey     | 1944                 | 1948              |
| 10 | Francis K. Newcomer        | 1948                 | 1952              |
| 11 | John States Seybold        | 1952                 | 1956              |
| 12 | William Everett Potter     | 1956                 | 1960              |
| 13 | William Arnold Carter      | 1960                 | 1962              |
| 14 | Robert John Fleming        | 1962                 | 1967              |
| 15 | Walter Philip Leber        | 1967                 | 1970              |
| 16 | David Stuart Parker        | 1970                 | 1975              |
| 17 | Harold Parfitt             | 1975                 | 1979              |